# 松田梨香
松田 梨香（まつだ りか、1981年9月22日-）は、日本のフリーアナウンサー。元山口朝日放送(yab)アナウンサー。

- 岡山県出身。
- 立命館大学法学部卒業後、2004年にyab入社、2008年3月退社。
- 2008年10月～2011年2月12日の間は秋田朝日放送の『サタナビっ!』に出演していた。

## フリー後の出演番組
- サタナビっ!（秋田朝日放送、2008年10月～2011年2月12日）

## yab在籍時の担当番組
- ステーションY
- MIDNIGHT JAM(ナレーション)
- 教えて!リカちゃん